# Jan Långben och trollkofferten
Jan Långben och trollkofferten (engelska: Baggage Buster) är en amerikansk animerad kortfilm med Långben från 1941.

## Handling
Långben jobbar på en järnvägsstation och ska leverera en koffert till en trollkarl som ska följa med nästa tåg för hämtning av bagaget. Av misstag tappar han kofferten och alla magiska saker och djur ramlar ut, något som ställer till problem för Långben.

## Om filmen
Filmen hade svensk premiär den 8 december 1941 på Sture-Teatern i Stockholm som innehåll i kortfilmsprogrammet Kalle Anka bjuder på fest, tillsammans med fem kortfilmer till; Kalle Anka på tivoli, Plutos lekkamrat, Kalle Anka i hönshuset, Höjden av surfing (ej Disney) och Kalle Anka som brandsoldat. Efteråt visades dessutom den svenska kortfilmen Tomten. Året därpå den 11 januari visades filmen som separat kortfilm på biografen Spegeln som också ligger i Stockholm.
Filmen har utöver sin premiärtitel haft flera svenska titlar; bland dem finns Långben och trollkofferten, Långben och trollkarlens koffert och Bagagebägare.
Filmen finns har givits ut på VHS och DVD och finns dubbad till svenska.

## Rollista
- Danny Webb – Långben[9]